# Сакасита, Сатоси
Сатоси Сакасита (яп. 坂下里士 англ. Satoshi Sakashita, родился 20 декабря 1989 года, гор. Айкава, префектура Канагава)) — конькобежец, специализирующийся в шорт-треке. Участвовал в зимних Олимпийских играх 2014 года, бронзовый призёр чемпионата мира 2009 года в эстафете. 

## Спортивная карьера
Сатоси Сакасита, когда учился в начальной школе был без ума от футбола, а не от конькобежного спорта. Но в 7 лет вместе сс своей  старшей сестрой Ясукой участвовал в занятиях для начинающих, которые проводились в спортивном парке Таширо рядом с его домом. В возрасте 8 лет, во 2-м классе начальной школы начал посещать занятия по скоростному катанию.. Он выиграл турнир префектуры впервые в 3-м классе начальной школы.
Он участвовал во Всеяпонском дистанционном чемпионате в 2004 году, а в январе 2005 года, во время учёбы в 3-м классе средней школы Айкава, занял 4-е место в эстафете на юниорском чемпионате мира в Белграде. В 2006 году поступил в среднюю общеобразовательную школу в Сагамихаре и на Национальном спортивном фестивале одержал победу в беге на 500 м, и 1000 м.
Через год на чемпионате мира среди юниоров в Млада-Болеславе в эстафете стал 12-м, а в общем зачёте многоборья занял 67-е место. В феврале на зимних Азиатских играх в Чанчуне помог команде выиграть бронзу в эстафете. В октябре на Кубке мира в японском Кобе занял 6-е место в беге на 500 м, в ноябре в Херенвене был 8-м, а в Турине вновь поднялся на 6-е место. В декабре на Всеяпонском чемпионате занял 3-е место в беге на 1500 м.
В январе 2008 года на юниорском чемпионате мира в Больцано завоевал бронзу в беге на 500 м, занял высокое 6-е место в личном зачёте многоборья и 7-е место в эстафете, а в феврале на Кубке мира в Солт-Лейк-Сити поднялся на 4-е место в беге на 1500 метров. После работы в клубе конькобежцев в Сагамихаре в 2008 году перешёл на работу в Toyota Motor Corporation в префектуре Аити. и одержал победу от команды "Тойота Мотор" на чемпионате Японии на дистанции 500 м. На Кубке мира в Дрездене, в феврале 2009 года занял 4-е и 3-е место в беге на 500 м. 
В марте 2009 года на чемпионате мира в Вене завоевал бронзовую медаль в эстафете, а следом на командном чемпионате мира в Херенвене поднялся на 5-е место. В 2010 году на Всеяпонском отборочном чемпионате выиграл золото в беге на 500 метров. В 2011 году на Всеяпонском отборочном чемпионате вновь одержал победу в беге на 500 метров и занял 3-е место в общем зачете и был отобран в сборную.
В марте 2012 года на чемпионате мира в Пекине занял с партнёрами 4-е место в эстафете. В октябре 2013 года на Кубке мира в Сеуле Сатоси Сакасита занял 5-е место в беге на 500 м, в Коломне был 11-м, а в декабре на Всеяпонском отборочном чемпионате успешно прошёл отбор на олимпиаду в Сочи.
На зимних Олимпийских играх 2014 года в Сочи в беге на 500 метров он занял 9-е место, а в беге на 1500 м не прошёл квалификацию и остался на 32-м месте. В сезоне 2014/15 на Кубке мира выше 7-го места в беге на 500 м не поднимался. В следующем сезоне, в декабре 2015 года он поднялся на 5-е место на этапе в Нагое. В октябре 2017 года занял 4-е место в эстафете в Дордрехте.
В декабре 2017 года на Всеяпонском оборочном чемпионате занял 9-е место в общем зачете и не отобрался на Олимпиаду 2018 года.
В марте 2018 года Сатоси Сакасита объявил о завершении карьеры. В настоящее время работает в компании Toyota Motor Corporation.